# وردن، مرن
وردن، مرن (به فرانسوی: Verdon, Marne) یک کامین در فرانسه است که در Canton of Montmirail واقع شده‌است.

## خصوصیات
وردن ۱۱٫۳۹ کیلومترمربع مساحت و ۱۲۷ نفر جمعیت دارد و ۱۶۸ متر بالاتر از سطح دریا واقع شده‌است.